# Animal Cannibals

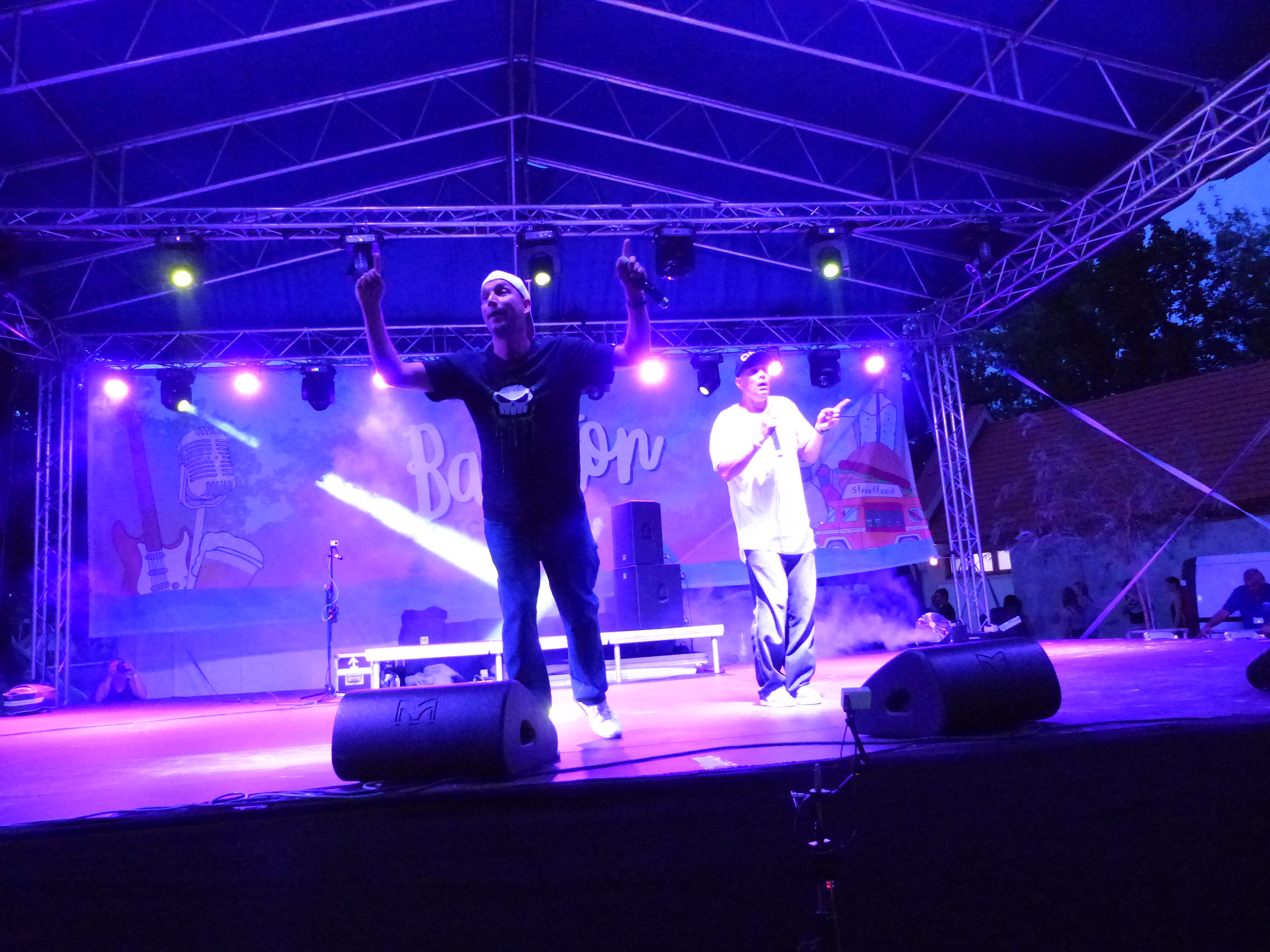
Animal Cannibals

Az Animal Cannibals Máté Péter-díjas magyar rap/hiphop duó, a stílus egyik magyarországi előfutáraként is szokták őket nevezni. Alapvetően a könnyedebb formákat preferálják, így a viccesebb, de mégis mondanivalóval bíró szövegeik szélesebb közönséghez is el tudnak jutni. A kannibálok népszerűsége máig töretlen.
Az eredetileg három taggal indult együttes 1989-ben alakult. A kezdetekben csupán mixeket készítettek. 1990 januárjában született meg az első rap-dal. A harmadik tag 1991-es távozásával a duó felvette az azóta változatlan formáját. 1990 és 1995 között minden évben kiadtak egy hatvan perces kezdetleges demókazettát, aztán 1995-ben az addig elkészült anyagokat Deseő Balázs hangmérnők és billentyűs segítségével már jó minőségű stúdió felvételekké alakították. Ennek hatására a Warner-Magneoton kiadóval kötött szerződés után 1995-ben kiadták az első kislemezüket Takarítónő címmel. Innentől stabil folytatás következett: 1995-ben megjelent az első debütáló album Fehéren fekete, feketén fehér címmel, 1996-ban a Reggel, délben, este, majd pedig 1998-ban a Kés, villa. Közben a srácok szorgalmasan koncerteztek, évente több mint 150-200 fellépést vállaltak. Egy platinalemez, két aranylemez és három Arany Zsiráf díj boldog tulajdonosai lettek.
1996-ban hívták életre a Fila Rap Jam tehetségkutató rendezvénysorozatot, amely számos fiatal rap és hiphop előadónak teremtett lehetőséget arra, hogy bemutassák magukat. A verseny rendkívül népszerű lett, öt telt házas Petőfi Csarnok és három FRJ cd után 2000-ben rendezték az utolsót. A két "kannibál" továbbra is fontosnak tartják a tehetségek felkutatását, így a Rap Jamek után következett a Hip Hop Mission, a Radio Deejay Mikrofon Mánia, az It’s Rite! tehetségkutatók, a Roots And Routes projekt, az Offline Battle és a Cseh Tamás Program. Közben a lemezek gyártásával sem álltak le: 2002-ben a Mindent lehet trilógia első részével útnak indították legújabb ötletüket, amelyben a vendégül hívták más műfajok jeles képviselőit egy-egy közös munkára (dolgoztak Somló Tamással, az Anima Sound System-mel, a Cotton Club Singers-szel stb.) Lemezeik érdekessége, hogy legalább 3-4 slágert tartalmaznak, dalaik sorban másznak fel az eladási listákra. Több, mint 50(!) videóklipet készítettek a dalaikhoz válogatott rendezőkkel (Bergendy Péter, Káel Csaba, Kriskó László, Oláh István, Antal Nimród stb.). Saját YouTube csatornájuk a youtube.com/kannibalok01 ahol az eddigi összes lemezük, daluk megtalálható rengeteg extrával (werkfilmek, tévés szereplések, koncert videók stb.). A YouTube-os nézettségük 10 millió felett van.
2009-ben megkapták a Magyar Könnyűzenéért VIVA Comet díjat.
Az Állat Kannibálok saját maguk írják a szövegeiket és a zenéiket, sőt, számos más zenekarnak is írtak már szöveget. Állandó segítőjük, zenei főokosuk: Deseő dBalage Balázs. Lényeges még, hogy nem playback-ről koncerteznek. A fellépések mellett gyakran a DJ pult mögé is állnak, számtalanszor kérik fel őket műsorvezetésre és már közel 10 tévécsatornán készítettek saját műsort. (Az egyik például 2000-2002 között Vízóra címmel futott a Z+ televízióban.) Qka MC és Ricsipí rendkívül büszkék arra, hogy 2012-ben 19 hazai hiphop formáció közreműködésével létrejött a Respekt! című album, amelyen a honi rap-elit tiszteleg egy-egy feldolgozással az Animal Cannibals előtt. A csapat napjainkig aktív.

## Tagok

### Qka MC

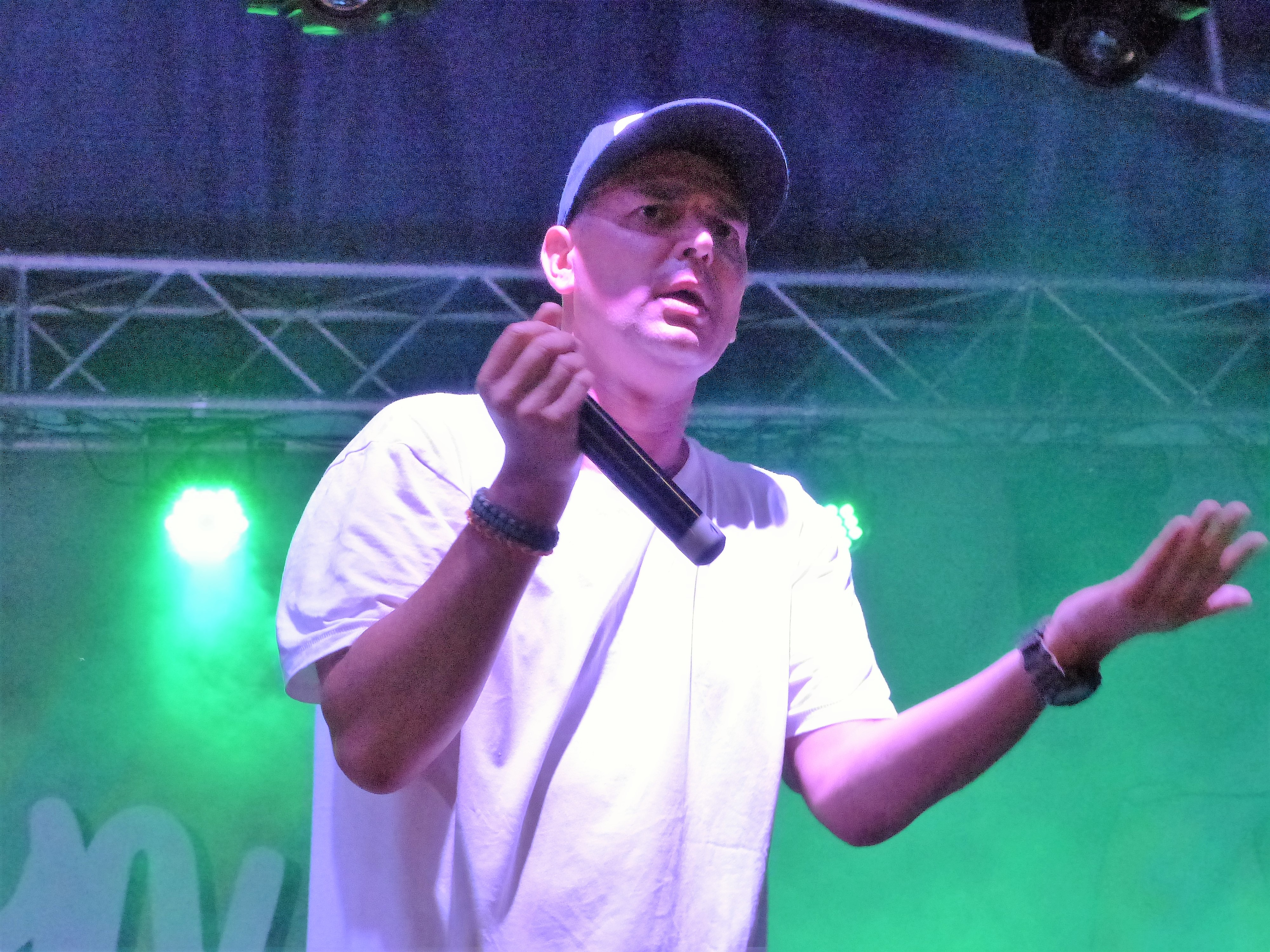
Qka MC

Koller László (Mosonmagyaróvár, 1975. április 8. – ).
Magánéletét igyekszik fedve tartani, de jelenleg nős, és immár négy gyermek édesapja.

### Ricsipí

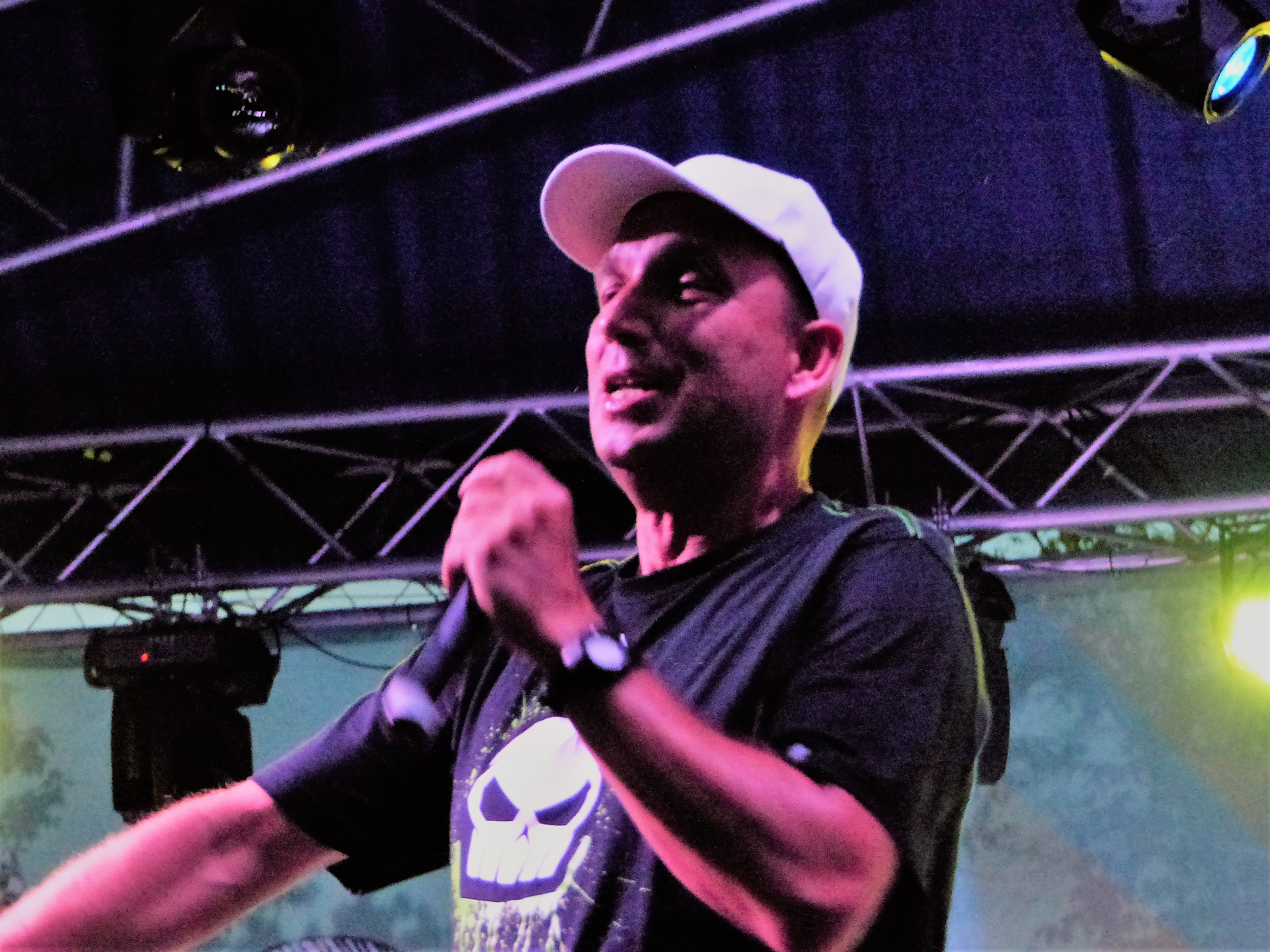
Ricsipí

Dósa Richárd (Budapest, 1975. március 29. – ).

## Diszkográfia

### Korai demókazetták
- 1990 – Állat Kannibálok
- 1991 – Van más(od)ik
- 1992 – Yo!
- 1993 – Yozsefváros
- 1994 – Kanni-bál

### Albumok
- 1995 – Fehéren fekete, feketén fehér (Warner-Magneoton)
- 1996 – Reggel, délben, este (Warner-Magneoton)
- 1998 – Kés, villa (Warner-Magneoton)
- 1998 – Remiksz (Warner-Magneoton)
- 2002 – Mindent lehet (A trilógia első része: Stílusok keverve) (Warner-Magneoton)
- 2005 – Mindent lehet (A trilógia második része: Nincs határ) (Warner-Magneoton)
- 2008 – Mindent lehet (A trilógia harmadik része: Rap Diszkó) (Warner-Magneoton)
- 2009 – Nyolcan a színpadon (Szerzői kiadás)
- 2011 – EMUK – Emberevő Mash Up Kollekció (Kereskedelmi forgalomba nem került, ingyen letölthető)
- 2011 – MixXx – Mixtape Igényes Xtrém Xkluzív Xtrákkal (Magneoton)
- 2012 – Respekt (Magneoton)
- 2012 – Antológia (Magneoton)
- 2014 – QR-kód (Magneoton)
- 2016 – 1111 (Magneoton)
- 2018 – Az eddigi legjobbak (Magneoton)
- 2020 – Gyémántlemez (Magneoton)
- 2021 – Rapslágerek
- 2022 – Dance
- 2024 – 19

### Vinyl lemezek
- 2023 – Best Of…1
- 2023 – Best Of…2[4]

### Kislemezek
- 1994 – Takarítónő
- 1996 – Yozsefváros
- 1996 – Kanni-bál
- 1997 – 1x1
- 1997 – Vasárnap reggel
- 1998 – Ezittaz
- 1998 – Kérek egy puszikát!
- 1998 – Két hétig egyedül
- 1999 – Mindenki
- 1999 – Megamiksz
- 2001 – Hangya a gatyában
- 2001 – Mindenki azt akarja
- 2003 – Valaki kell
- 2005 – Először mindenki béna
- 2005 – Péntek

## Díjak és jelölések
- Máté Péter-díj (2019)

### Fonogram-és Arany Zsíráf-díj
| Év   | Jelölt                        | Kategória                                             | Eredmény |
| ---- | ----------------------------- | ----------------------------------------------------- | -------- |
| 1996 | Fehéren fekete, feketén fehér | Az év hazai felfedezettje                             | Jelölve  |
| 1997 | Reggel, délben, este          | Az év hazai albuma                                    | Jelölve  |
| 1999 | Kés, villa                    | Az év hazai dance albuma                              | Elnyerte |
| 2006 | Nincs határ                   | Az év hazai rap vagy hiphop albuma                    | Jelölve  |
| 2009 | Mindent lehet                 | Az év hazai dance pop albuma                          | Jelölve  |
| 2014 | Minden változik               | Az év hazai rap vagy hiphop albuma vagy hangfelvétele | Jelölve  |

### VIVA Comet
| Év   | Jelölés          | Díj                        | Eredmény |
| ---- | ---------------- | -------------------------- | -------- |
| 2009 | Animal Cannibals | A magyar könnyűzenéért-díj | Elnyerte |
| 2011 | Animal Cannibals | Legjobb együttes           | Jelölve  |

## Könyv
- Animal Cannibals: Minden változik, a lényeg nem (2021)